# Scleropauropus cyrneus
Scleropauropus cyrneus är en mångfotingart som beskrevs av Paul Auguste Remy 1945. Scleropauropus cyrneus ingår i släktet hårdfåfotingar, och familjen fåfotingar. Inga underarter finns listade i Catalogue of Life.